# 妙高大橋
妙高大橋（みょうこうおおはし）は、新潟県妙高市の国道18号の太田切川をまたぐところに架橋されている橋。

## 概要
1972年（昭和47年）に供用した妙高大橋（旧橋）は、2009年（平成21年）に行われた橋梁補修工事の際に、上面から侵入した水が原因でコンクリート桁内に配置されているPCケーブルが腐食、破断していることが発見されるなどしていた。その後も、緊急・応急対応として補強ケーブルの設置、橋梁上面の防水対策、精密機器による橋梁の監視強化およびPCケーブルの定期的な調査等を行い、橋を通過する交通の安全を確保する対策を講ずるも、供用開始50年を目前に老朽化が著しいため、恒久的な安全性確保として新橋の建設が計画され、2012年（平成24年）度に新橋 (203 m) を含む、妙高市二俣 - 坂口新田間 (1.1 km) を妙高大橋架替事業区間として事業化した。新橋の建設は、旧橋の西側70 mの位置に2013年（平成25年）度より開始され、2021年（令和3年）8月3日に開通した。また、2020年（令和2年）2月12日以降、旧橋の老朽化対策として総重量44tを超える特殊車両の通行が規制されていたが、新橋への通行切り替えにより解除された。
旧橋は2022年（令和4年）度以降に取り壊される予定。事業費は旧橋の撤去費を含め約70億円を見込んでいる。

## 年表
- 1972年（昭和47年） : 旧橋が開通。
- 2009年（平成21年）12月 : 橋梁補修工事でPCケーブルの異常を確認[1]。
- 2012年（平成24年）度 : 新橋の建設が事業化[2]。
- 2021年（令和3年）8月3日 : 新橋が開通[2]。

## 諸元

### 旧橋
- 橋格 - 一等橋（TL-20）[6]
- 橋長 - 300.0 m[6]
- 幅員 - 9.0 m（車道 7.5 m、歩道 1.5 m）[6]

### 新橋
- 橋格 -
- 橋長 - 203 m[1]
- 幅員 - 11.5 m（車道 9.0 m、歩道 2.5 m）[1]